# María Juana Hurtado de Mendoza
Doña María Juana Hurtado de Mendoza (¿? - Madrid, 18 de noviembre de 1818) fue una pintora española académica de mérito de la  Real Academia de Bellas Artes de San Fernando. 

## Trayectoria
Hurtado de Mendoza, miembro de la nobleza española, fue elegida Académica de mérito en la Real Academia de Bellas Artes de San Fernando en 1791. Contribuyó con una pintura al pastel, que era copia de un cuadro de Guido Reni y un dibujo a lápiz de Minerva.
Era hermana del archivero de la Secretaría de Estado del Despacho Universal Francisco Hurtado de Mendoza y Doña María de Loreto Hurtado de Mendoza, casada con el  violinista Francisco Balcarén y Gamot y Cristóbal de Ronda.  Pertenecía a la clase media funcionarial.
Hurtado de Mendoza murió el 18 de noviembre de 1818 en Madrid.